# Бліох Павло Вікторович
Павло Вікторович Бліох (8 березня 1922, Тамбов, СРСР — 14 березня 2000, Харків, Україна) — радянський та український фізик, доктор фізико-математичних наук, професор. Заслужений діяч науки і техніки України (1992). Батько Ю. П. Бліоха.

## Життєпис
Народився в сім'ї лікаря.
У 1939 р. закінчив середню школу в м. Лівни Орловської області та вступив до Ленінградського військово-механічного інституту (ЛВМІ). У 1941 р. Бліоха разом з рядом студентів ЛВМІ перевели до Ленінградської військово-повітряної академії та зарахували в кадри РККА. Прослужив у армії з 1941 р. по 1958 р.
З 1942 р. був викладачем Харківського військового авіаційно-технічного училища, яке знаходилося в окупації у Поволжі та готувало фахівців зв'язку для авіації.
Після закінчення війни училище повернулося до Харкова. Бліох, не перериваючи служби в ньому, вступив на заочне відділення фізікоматематіческого факультету Харківського університету. У 1951 р. захистив диплом з відзнакою за спеціальністю «теоретична фізика» (керівник — професор В. Л. Герман, згодом він був першим завідувачем теоретичним відділом Інституту радіофізики та електроніки АН УРСР).
Після закінчення університету Бліох став проявляти схильність до наукової роботи, брав участь в радіофізичних дослідженнях Фізико-технічного інституту АН УРСР.
Неодноразово подавав рапорти командуванню училища з проханням про звільнення з лав Радянської Армії, що призводило до стягнень.
У 1958 р. був демобілізований підчас скорочення військової авіації, завершив військову службу в званні підполковника на посаді старшого викладача Харківського вищого авіаційного училища зв'язку.
З 1958 р. — молодший науковий співробітник Інституту радіофізики та електроніки АН УРСР (ІРЕ, Харків).
У 1959 р. захистив кандидатську дисертацію (керівник — В. Л. Герман), з 1960 р. очолив один з двох теоретичних відділів ІРЕ — ТО-2. У 1967 р. відділ отримав назву, яка відповідала основним напрямам роботи — «Теоретичний відділ поширення радіохвиль та іоносфери».
У 1970 р. захистив докторську дисертацію в Науково-дослідному радіофізичному інституті (Горький)
У 1980 р. відділ, який очолював Бліох, практично в повному складі увійшов до складу створеного в ІРЕ з ініціативи академіків С. Я. Брауде і Л. М. Литвиненко сектора (пізніше — відділення) радіоастрономії.
У 1985 р. на базі Відділення було організовано Радіоастрономічний інститут АН УРСР, очолюваний Бліохом підрозділ отримав назву «Відділ космічної радіофізики». До 1986 р. Бліох був завідувачем відділом, з 1986 р. — головним науковим співробітником, в 1991-2000 рр. — провідним науковим співробітником.
У 1959—1960 рр. взяв участь в організації радіотехнічного факультету в Харківському авіаційному інституті, очолив на ньому кафедру теоретичних основ радіотехніки.
У 1964 р. Бліох разом з В. А. Місюрою і Ф. Г. Бассом створив на радіофізичному факультеті ХДУ кафедру космічної радіофізики. Працював на ній за сумісництвом: в 1964—1971 рр. — доцентом, в 1972—1984 рр. — професором. Читав лекції з аерономії, фізики плазми та статистичної радіофізики. Під керівництвом Бліоха було підготовлено 14 кандидатів і 5 докторів наук.
Заслужений діяч науки і техніки України (1992). Був нагороджений орденом Червоної Зірки і 9 медалями.

## Наукова діяльність
На початковому етапі займався проблемами поширення радіохвиль, радіолокації і надвисокочастотної електроніки.
У 1951 р. в «Морському Віснику» була опублікована перша наукова публікація (в співавторстві з С. Я. Брауде, В. Л. Германом та ін.), в якій розглядалося поширення електромагнітних хвиль сантиметрового діапазону над поверхнею моря.
Пізніше інтереси Бліоха переключилися на актуальні в той час питання взаємодії електромагнітних хвиль з електронними пучками в різних періодичних структурах. Надалі наукові інтереси були спрямовані на розвиток теорії поширення радіохвиль в космічному просторі і реальних середовищах на Землі в інтересах радіолокації, зв'язку та навігації.
У 1968 р. спільно з А. П. Ніколаєнко та Ю. Ф. Філіпповим передбачив новий ефект розщеплення власних частот в резонаторі Земля-іоносфера під впливом геомагнітного поля, який був експериментально виявлений в ході синхронних вимірювань СНЧ полів в Україні, під Іркутськом і на Кольському півострові.
Спільно з В. Г. Безродним створив теорію «флуктуаційних спалахів».
На початку 1960-х зробив розрахунки лінзового ефекту атмосфери Землі та провів оцінки глобальної тропосферно-іоносферної лінзи
Побудував хвилеву теорію гравітаційних лінз. Розробив теорію пилової плазми, яка враховує самогравітацію часток, що дало змогу пояснити виникнення «шпиць» у кільцях Сатурна. Досліджував електромагнітні провісники землетрусів в іоносфері.
Бліох опублікував близько 150 наукових праць, в тому числі 5 монографій, науково-методичні посібники.
Активно пропагував досягнення науки і техніки, багаторазово друкувався в провідних науково-популярних виданнях «Наука», «Природа», «Знание», «Квант», «Наука і суспільство», «Quantum».

## Праці
- Блиох П. В., Николаенко А. П., Филиппов Ю. Ф. Глобальные электромагнитные резонансы в полости Земля-ионосфера. — Киев: Наукова думка, 1977. — 198 с.
- Bliokh P. V., Nickolaenko A. P., Filippov Y. F. Schumann resonances in the Earth-ionosphere cavity. — London: Peter Peregrinus Ltd., 1980. — 166 p.
- Безродный В. Г., Блиох П. В., Шубова P. С., Ямпольский Ю. М. Флуктуации сверхдлинных волн в волноводе Земля-ионосфера. — М.: Наука, 1984. — 144 с.
- Блиох П. В., Минаков А. А. Гравитационные линзы. — Киев: Наукова думка, 1989. -240 с.
- Bliokh P. V., Sinitsin V., Yaroshenko V. Dusty and Self-Gravitational Plasmas in Space. Dordrecht, the Netherlands: Kluwer Acad. Publishers, 1995. — 250 p.
- Блиох П. В., Румянцев М. Ф., Кляцкин Д. И. и др. Основы радиотехники и радиолокации. Книга I — Физические основы радиотехники. Книга II — Радиопередающие и радиоприемные устройства. Книга III — Основы радиолокации. — М.: Воениздат, 1958.